# Walancina Koutun
Walancina Michajłauna Koutun (biał. Валянціна Міхайлаўна Коўтун, właściwie Walancina Michajłauna Nowik, biał. Валянціна Міхайлаўна Новік; ur. 6 kwietnia 1946 w Dziemiachach, zm. 30 kwietnia 2011 w Pińsku) – białoruska pisarka, poetka, literaturoznawczyni, tłumaczka, dziennikarka i nauczycielka; kandydat nauk (odpowiednik polskiego stopnia doktora).

## Życiorys
Urodziła się 6 kwietnia 1946 roku we wsi Dziemiachy w rejonie rzeczyckim obwodu homelskiego Białoruskiej SRR, ZSRR, w rodzinie nauczyciela. W 1963 roku ukończyła szkołę średnią w Małotkowicach. W 1964 roku podjęła studia na Wydziale Filologii Lwowskim Uniwersytecie Państwowym. Na czwartym roku przeniosła się na Białoruski Uniwersytet Państwowy, który ukończyła w 1969 roku. W latach 1977–1980 uczyła się na aspiranturze przy Instytucie Sztuki, Etnografii i Folkloru Akademii Nauk Białoruskiej SRR. Uzyskała stopień kandydata nauk (odpowiednik polskiego stopnia doktora).
W 1963 roku pracowała jako wychowawczyni na obozach letnich dla pionierów w szkole średniej w Parszewicach (obecnie Brzozowice) w rejonie pińskim. W latach 1969–1970 pracowała jako nauczyciel języka i literatury w szkole średniej w Wornianach w rejonie ostrowieckim, a w latach 1970–1976 jako konsultant literacki Sielskiej Gaziety. Od 1976 roku była współpracownikiem literackim, a od 1979 – redaktorem działu krytyki i literaturoznawstwa czasopisma Połymia. Od 1982 roku była szefem redakcji literatury dla młodzieży wydawnictwa Junactwa. Od 1990 roku pełniła funkcję starszego redaktora oddziału prozy czasopisma Połymia. Od 1993 roku była przewodniczącą Ogólnobiałoruskiej Kobiecej Fundacji Świętej Eufrozyny Połockiej.
Wielokrotnie występowała w audycjach Radia Swaboda.

## Działalność literacka
Walancina Koutun publikowała w druku swoją twórczość od 1966 roku. Od 1976 roku była członkiem Związku Pisarzy ZSRR (według innego źródła – od 1975 roku była członkiem Związku Pisarzy Białorusi), a od 1997 roku – członkiem Związku Pisarzy Ukrainy. W 1986 roku otrzymała Nagrodę Literacką Związku Pisarzy Białoruskiej SRR im. A. Kulaszowa za tomik poezji Metranom. Jednym z ważnych tematów jej twórczości jest analiza osobowości białoruskiej poetki Ciotki Ałaizy Paszkiewicz, której poświęciła poematy: Na złomie małanki (1979), Sud Ałaizy (1985) i powieść Kryż miłasernaści (1988–1996). Pisała także jako krytyk, literaturoznawca i tłumacz z języków: rosyjskiego, ukraińskiego i innych. Jest autorką artykułów i dwóch książek na temat folkloru w białoruskiej poezji współczesnej.

### Twórczość
Walancina Koutun jest autorką licznych zbiorów wierszy i prozy:
- Zbiór poezji Kalarowyja wiosły (1971);
- Zbiór poezji Na uźlocie dnia (1977);
- Zbiór poezji dla dzieci My robim kazku (1983);
- Zbiór poezji Metranom (1985);
- Zbiór poezji dla dzieci Wiasoły zaasad (1986);
- Zbiór poezji Listy da ciabie (1988);
- Zbiór opowiadań Kalinawaja hronka załataja (1988)
- Powieść Paklikanyja (2002, czasopismo Połymia) – poświęcona Eufrozynie Połockiej[3].

a także książek:
- Światło narodnaha słowa: Paetyczny ład biełaruskaj narodnaj pieśni (1984);
- Krynica paezji: Na szlachach epizacyi (1987)[3].